# Sylvina Boissonnas
Pour les articles homonymes, voir Boissonnas.
Sylvina Boissonnas, née le 18 octobre 1942 à Toulouse, est une mécène française. Réalisatrice, elle est à l'origine de nombreuses productions cinématographiques, de la création des éditions Des femmes et du journal L'Idiot international.

## Biographie
Sylvina Boissonnas naît le 18 octobre 1942 à Toulouse, de parents protestants. Descendante de la famille Schlumberger par sa mère (Sylvie Schlumberger) et fille d'Éric Boissonnas, Sylvina Boissonnas a une sœur et deux frères. Son enfance est perturbée par de nombreux allers-retours entre la France et les États-Unis, mais la famille s'installe pour de bon en France en 1958 au commencement de son année de Terminale. Elle étudie ensuite l'histoire de l'art, puis la psychanalyse. Elle reçoit, à 21 ans, un important héritage.[réf. souhaitée]
Après les événements de mai-juin 1968 où elle subit des coups de matraque de CRS alors qu'elle observait ce qui se passait au quartier latin, elle rompt avec sa famille bourgeoise et devient une figure majeure de la culture underground parisienne. Engagée dans le militantisme d'extrême gauche, elle décide alors de financer plusieurs projets à caractère artistique.
À la fin des années 1960, elle produit des films de jeunes réalisateurs dont Philippe Garrel, Daniel Pommereulle et Jackie Raynal, sous le label Zanzibar,,. Elle apparaît alors comme une « productrice aux méthodes plus qu'atypiques qui ne demande de comptes à personne et laisse une totale liberté de création. »
En 1969, elle finance la création de L'Idiot international, journal dirigé par Jean-Edern Hallier.
En 1970, elle réalise un long-métrage intitulé Un film, sélectionné par la quinzaine des réalisateurs du festival de Cannes, qualifié de « chef-d'œuvre singulier et émotionnel » par Nicole Brenez, et que la réalisatrice décrit ainsi : « Le film, tout à fait autobiographique, met en scène une régression à la vie intra-utérine qui représente au moins trois états psychiques. »
Au début des années 1970, elle renonce à la production cinématographique et oriente son mécénat vers le mouvement de libération des femmes après avoir rencontré des militants de Vive la révolution, et le collectif Psychanalyse et Politique dans lequel elle milite activement. Aux côtés d'Antoinette Fouque, et en lien avec le MLF, elle participe à la direction des éditions Des femmes, qu'elle finance depuis leur lancement en 1974, et signe le Manifeste des 343.
En mars 1979, à Téhéran, elle coréalise un documentaire intitulé Mouvement de libération des femmes iraniennes, Année Zéro, sur les manifestations des femmes iraniennes contre le port obligatoire du voile imposé en Iran,.
En octobre 1979, Sylvina Boissonnas, Antoinette Fouque et Marie-Claude Grumbach déposent à la préfecture de police une association du nom de « Mouvement de libération des femmes - MLF », et enregistrent le MLF et son logo comme marque commerciale à l'Institut national de la propriété industrielle, ce qui suscite la polémique,.
Elle décide d'étudier l'architecture en 1985, et une fois son diplôme obtenu en 1996, elle passe un DEA en études féminines à Paris 8 avec pour thème « L'architecture de l'hôpital et l'hospitalité du corps maternel ».
Au printemps 1999, Sylvina Boissonnas est, avec Florence Prud'homme, en mission pour l'AFD (Alliance des femmes pour la démocratie) à Tirana pour rencontrer Silvana Miria dont l'association porte secours aux femmes kosovares réfugiées en Albanie. En 2004, Sylvina Boissonnas dirige Depuis 30 ans des femmes éditent... Histoire de femmes 1974-2004, une anthologie historique consacrée aux éditions Des femmes.

## Filmographie

### Réalisatrice
- 1970 : Un film, long métrage 35 mm, scope, couleur, 60 min.
- 1979 : Mouvement de libération des femmes iraniennes, année zéro, documentaire 16 mm, couleur, 13 min.

### Productrice
- 1968 : Le Révélateur de Philippe Garrel
- 1968 : Ici et maintenant de Serge Bard
- 1968 : Home movie. Autour du lit de la vierge de Frédéric Pardot (court métrage)
- 1968 : La Concentration de Philippe Garrel
- 1968 : Fun and Games for Everyone de Serge Bard
- 1968 : Deux fois de Jackie Raynal
- 1969 : Vite de Daniel Pommereulle (court métrage)
- 1969 : Le Lit de la Vierge de Philippe Garrel
- 1969 : À quoi rêve le fœtus ? de Michel Fournier
- 1969 : Acéphale de Patrick Deval
- 1969 : Détruisez-vous de Serge Bard
- 1970 : Piège de Jacques Baratier
- 1970 : La Cicatrice intérieure de Philippe Garrel
- 1971 : No pincha de Tobias Engel (documentaire)
- 1972 : Faire la déménageuse de José Varela